# Gerhard Stock
Gerhard Stock (Alemania, 28 de julio de 1911-Hamburgo, 29 de marzo de 1985) fue un atleta alemán, especialista en la prueba de lanzamiento de jabalina en la que llegó a ser campeón olímpico en 1936.

## Carrera deportiva
En los JJ. OO. de Berlín 1936 ganó la medalla de oro en el lanzamiento de jabalina, llegando hasta los 71.84 metros, superando a los finlandeses Yrjo Nikkanen (plata con 70.77 m) y Kalervo Toivonen (bronce con 70.72 metros). Además también ganó la medalla de bronce en el lanzamiento de peso, en este caso tras su compatriota Hans Woellke (oro con 16.20 metros) y el finlandés Sulo Bärlund (plata con 16.12 metros).